# 風の方位と名称について
『風の方位と名称について』（希: Ἀνέμων θέσεις καὶ προσηγορίαι、羅: Ventorum Situs et Cognomina、英: The Situations and Names of Winds）とは、アリストテレス名義の自然学短篇著作の1つであり、『小品集』を構成する9篇の内の1つ。アリストテレスの作品ではなく、ペリパトス派（逍遙学派）の後輩たちの作品と見られている。
文字通り、ギリシャ周辺の風の向きと名称を集めたもの。

## 内容
以下の風が説明されている。
| 来方向 | 名称                                                 |
| ------ | ---------------------------------------------------- |
| 北     | ボルラス、ボレアス、アパルクティアス                 |
| 北北東 | メセス                                               |
| 東北東 | カイキアス                                           |
| 東     | アペリオテス                                         |
| 北北西 | トラキアス、トラスキアス                             |
| 西北西 | イアピュクス、アルゲステス、オリュンピアス、スキロン |
| 西     | ゼピュロス                                           |
| 東南東 | エウロス                                             |
| 南南東 | エウロノトス、オルトノトス、ポイニキアス             |
| 西南西 | リプス                                               |
| 南南西 | レウコノトス、リボノトス                             |
| 南     | ノトス                                               |

## 日本語訳
- 『アリストテレス全集10』 岩波書店、1969年